# Tillandsia 'Vicente Bacaya'
Tillandsia 'Vicente Bacaya' es un cultivar híbrido del género Tillandsia perteneciente a la familia Bromeliaceae.
Es un híbrido creado con las especies Tillandsia capitata × Tillandsia caput-medusae.